# Kiss Alive 35
Kiss Alive 35 är ett livealbum av hårdrocksgruppen Kiss, utgivet 2008. Albumet består av två CD-skivor som var och en innehåller en inspelning av hela konserten från en europeisk stad från turnén Kiss Alive/35 World Tour.
Albumet spelades in och distribueras via Concert Live. Det finns en begränsad upplaga på 1 500 exemplar för varje inspelad konsert. De flesta av låtarna i setlistan förekommer på livealbumet Alive! (1975), förutom nummer 5–10 på CD 2. Albumets omslag är det första Kiss-omslag någonsin med Tommy Thayer och Eric Singer i make-up. Samtliga exemplar av albumet är slutsålda. Några av länderna där albumet spelades in var Finland, Sverige, Norge, Danmark, Tyskland och Frankrike.

## Låtförteckning
CD 1
1. Deuce
2. Strutter
3. Got To Choose
4. Hotter Than Hell
5. Nothin' To Lose
6. C'mon And Love Me
7. Parasite
8. She
9. 100,000 Years

CD 2
1. Cold Gin
2. Let Me Go Rock 'N' Roll
3. Black Diamond
4. Rock & Roll All Night
5. Shout It Out Loud
6. Lick It Up
7. I Love It Loud
8. I Was Made For Lovin' You
9. Love Gun
10. Detroit Rock City